# Новая Серебряковка
Новая Серебряковка — село в Кизлярском районе Дагестана. Административный центр сельского поселения «Сельсовет «Новосеребряковский»».

## Географическое положение
Населённый пункт расположен у канала Инженерный, в 37 км к северо-востоку от города Кизляр.

## История
Селение было основано в 1863 году на землях помещиков Серебряковых. До середины XX века носило название Марёновка.

## Население
| 1889 | 1914 | 1926 | 1970 | 1989 | 2002 | 2010 |
| ---- | ---- | ---- | ---- | ---- | ---- | ---- |
| 72   | ↗525 | ↘490 | ↘482 | ↗543 | ↗831 | ↘764 |
| 2021 |      |      |      |      |      |      |
| ↗864 |      |      |      |      |      |      |

Национальный состав
По данным Всесоюзной переписи населения 1926 года:
| № | Национальность | Численность, чел. | Доля   |
| - | -------------- | ----------------- | ------ |
| 1 | русские        | 458               | 93,5 % |
| 2 | армяне         | 19                | 3,9 %  |
| 3 | украинцы       | 6                 | 1,2 %  |
| 4 | цыгане         | 4                 | 0,8 %  |
| 5 | татары         | 2                 | 0,4 %  |
| 6 | немцы          | 1                 | 0,2 %  |

По данным Всероссийской переписи населения 2010 года:
| № | Национальность | Численность, чел. | Доля   |
| - | -------------- | ----------------- | ------ |
| 1 | даргинцы       | 524               | 68,5 % |
| 2 | чеченцы        | 65                | 8,5 %  |
| 3 | агулы          | 38                | 5,0 %  |
| 4 | русские        | 35                | 4,6 %  |
| 5 | табасараны     | 34                | 4,5 %  |
| 6 | кумыки         | 21                | 2,7 %  |
| 7 | аварцы         | 19                | 2,5 %  |
| 8 | другие         | 28                | 3,7 %  |

По данным Всероссийской переписи населения 2010 года, в селе проживало 764 человека (386 мужчин и 378 женщин).

## Экономика
На территории села расположен КФХ «Мареновка».

## Уроженцы
Крутов Пётр Максимович — участник Великой Отечественной войны, Герой Советского Союза.